# Matt Ross

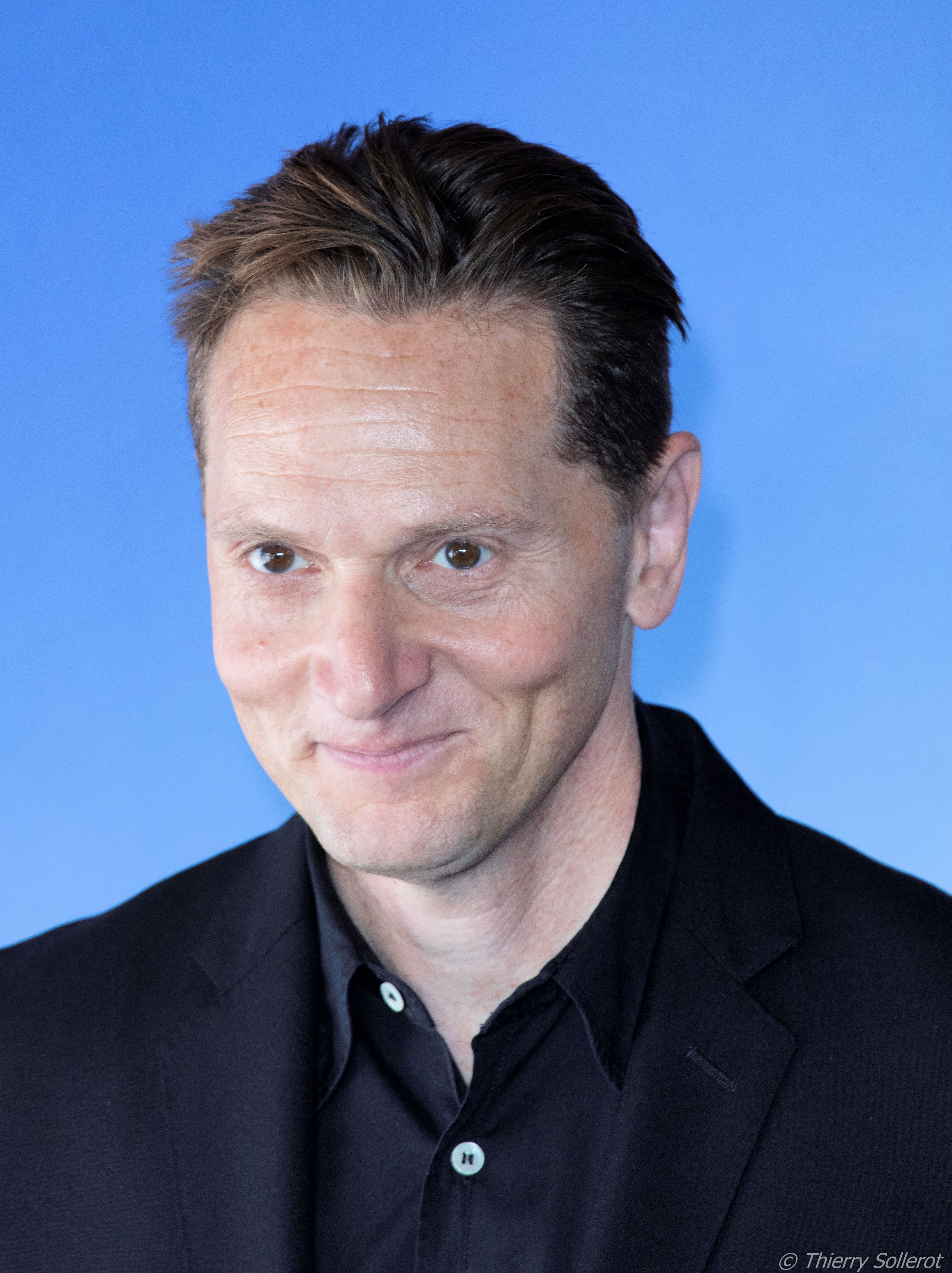
Matt Ross

Matthew Brandon Ross (* 3. Januar 1970 in Greenwich, Connecticut) ist ein US-amerikanischer Schauspieler, Regisseur und Drehbuchautor. Bekannt wurde er vor allem durch seine Rollen in Filmproduktionen wie Am Anfang war es Liebe, The Last Days of Disco, Stephen Kings Haus der Verdammnis, Aviator oder Good Night, and Good Luck.

## Leben und Karriere
Matthew Brandon Ross wurde 1970 in Greenwich im Bundesstaat Connecticut geboren. Er zog von Ashland in Oregon nach New York, um ein Studium an der Juilliard School of Drama zu absolvieren. Nach seinem Abschluss von Julliard studierte er noch an der New York University, um sich danach ganz auf eine Karriere als Film- und Fernsehschauspieler zu konzentrieren.
Ross spielte in den 1990er Jahren zahlreiche Kinorollen, unter anderem 1995 in Terry Gilliams Science-Fiction-Film 12 Monkeys, 1996 die männliche Hauptrolle in John Walshs romantischer Komödie Am Anfang war es Liebe, 1997 in John Woos Thriller Im Körper des Feindes. 1998 besetzte man ihn in Whit Stillmans Musikfilm The Last Days of Disco und in Stephen Gyllenhaals Kriminalfilm Homegrown. 1999 spielte er in Mike Newells Komödie Turbulenzen – und andere Katastrophen neben John Cusack, Billy Bob Thornton, Cate Blanchett und Angelina Jolie.
In den 2000er Jahren verkörperte er Rollen auf der Leinwand in Mary Harrons Psycho-Thriller American Psycho, den Komödien Cuba libre – Dümmer als die CIA erlaubt und Down with Love – Zum Teufel mit der Liebe!. Zudem spielte er 2004 in Martin Scorseses Biografie Aviator den Part des Glenn Odekirk und in der Kinoproduktion Good Night, and Good Luck. von Regisseur George Clooney die Rolle des Eddie Scott. In Turn the River im Jahr 2007 spielte er seine bislang letzte Rolle im Kino.
Zu seinen zahlreichen Fernsehauftritten zählen zwischen 1989 und 2013 Auftritte in Episoden von namhaften Fernsehserien, darunter: Third Watch – Einsatz am Limit (1999), Ein Hauch von Himmel (2003), Six Feet Under – Gestorben wird immer (2003), Bones – Die Knochenjägerin (2005), Numbers – Die Logik des Verbrechens (2006), CSI – Den Tätern auf der Spur (2010) oder American Horror Story (2011).
Komplexere TV-Rollen spielte er als Emery Waterman 2002 in der Fernsehminiserie Stephen Kings Haus der Verdammnis von Regisseur Craig R. Baxley nach dem Roman Rose Red von Bestseller-Autor Stephen King, des Weiteren in der Fernsehserie Big Love wo er von 2006 bis 2011 in 49 Episoden den Charakter des Alby Grant verkörperte und in der Fernsehserie Magic City in den Jahren 2012 bis 2013 wo er in 14 Episoden den Part des Jack Klein spielte. Von 2014 bis 2019 spielte er in der Fernsehserie Silicon Valley den Geschäftsführer von hooli, Gavin Belson in 53 Episoden der Serie.
Die Film- und Fernsehkarriere von Matt Ross als Schauspieler umfasst mehr als 40 internationale Kino- und Fernsehfilme sowie Fernsehserien.
2012 gab Ross sein Debüt als Kinoregisseur und Drehbuchautor mit dem Drama 28 Hotel Rooms. 2014 nahm er als Regisseur und Autor die Dreharbeiten zu dem Drama Captain Fantastic – Einmal Wildnis und zurück mit Viggo Mortensen auf. Am 23. Januar 2016 feierte der Film auf dem Sundance Film Festival seine Premiere. Der Film gewann zahlreiche Preise bei renommierten Filmfestivals, unter anderem in Cannes, Deauville und in Dublin. Darüber hinaus erhielt Viggo Mortensen zahlreiche Nominierungen für seine schauspielerische Leistung, darunter eine Oscar-Nominierung in der Kategorie Bester Hauptdarsteller.

## Auszeichnungen
- 2006: Screen-Actors-Guild-Award-Nominierung in der Kategorie Bestes Schauspielensemble für Good Night, and Good Luck.

## Filmografie (Auswahl)

### Schauspieler
Kino
- 1989: Desperation Rising
- 1992: Inside Out IV
- 1993: Little Corey Gorey
- 1994: PCU
- 1995: 12 Monkeys (Twelve Monkeys)
- 1996: Am Anfang war es Liebe (Ed's Next Move)
- 1997: Strays – Lebe Dein Leben (Strays)
- 1997: Im Körper des Feindes (Face/Off)
- 1997: You Are Here
- 1998: Homegrown
- 1998: Last Days of Disco – Nachts wird Geschichte gemacht (The Last Days of Disco)
- 1999: Turbulenzen – und andere Katastrophen (Pushing Tin)
- 2000: American Psycho
- 2000: Cuba libre – Dümmer als die CIA erlaubt (Company Man)
- 2001: Just Visiting
- 2001: Dust
- 2003: Down with Love – Zum Teufel mit der Liebe! (Down with Love)
- 2004: Aviator
- 2005: Good Night, and Good Luck
- 2006: Noch einmal Ferien (Last Holiday)
- 2007: Turn the River

Fernsehen
- 1989–1990: Life Goes On (Fernsehserie, 2 Episoden)
- 1997: Party of Five (Fernsehserie, Episode 3x14)
- 1997: Love Kills (Fernsehfilm)
- 1997: Oz – Hölle hinter Gittern (Oz, Fernsehserie, Episode 1x08)
- 1997: Buffalo Soldiers (Durango, Fernsehfilm)
- 1999: Third Watch – Einsatz am Limit (Third Watch, Fernsehserie, Episode 1x08)
- 2002: Stephen Kings Haus der Verdammnis (Rose Red, Fernsehminiserie, 3 Episoden)
- 2003: Ein Hauch von Himmel (Touched By An Angel, Fernsehserie, Episode 9x12)
- 2003: Six Feet Under – Gestorben wird immer (Six Feet Under, Fernsehserie, Episode 3x02)
- 2003: Just Shoot Me – Redaktion durchgeknipst (Just Shoot Me, Fernsehserie, Episode 7x17)
- 2005: Bones – Die Knochenjägerin (Bones, Fernsehserie, Episode 1x08)
- 2006: CSI: Miami (Fernsehserie, Episode 4x13)
- 2006: Invasion (Fernsehserie, Episode 1x16)
- 2006: Justice – Nicht schuldig (Fernsehserie, Episode 1x01)
- 2006: Numbers – Die Logik des Verbrechens (NUMB3RS, Fernsehserie, Episode 3x03)
- 2006–2011: Big Love (Fernsehserie, 44 Episoden)
- 2010: CSI: Den Tätern auf der Spur (CSI: Crime Scene Investigation, Fernsehserie, Episode 10x23)
- 2011, 2015: American Horror Story (Fernsehserie, 7 Episoden)
- 2013: Ring of Fire (Fernsehfilm)
- 2012–2013: Magic City (Fernsehserie, 14 Episoden)
- 2013: Revolution (Fernsehserie, 4 Episoden)
- 2014–2019: Silicon Valley (Fernsehserie, 53 Episoden)

### Regisseur und Drehbuchautor
- 2012: 28 Hotel Rooms
- 2016: Captain Fantastic – Einmal Wildnis und zurück (Captain Fantastic)
- 2018–2019: Silicon Valley (Fernsehserie, 2 Episoden)
- 2022: Gaslit (Fernsehserie, 8 Episoden)